# Adamawa (região dos Camarões)
Adamawa, ou Adamaua, (em francês:  Adamaoua; em inglês:  Adamawa) é uma região dos Camarões, cuja capital é a cidade de Ngaoundéré. Sua população em 2005 era de 884 289 habitantes.
Localizada entre os 6º e 11° lat. N. e 15° long. E., a meia distância entre o Lago Chade e a Baía do Biafra. E banhado pelos rios Benue e Yadseram.
O Centro e o Norte são regiões planálticas, com altitudes que variam entre os 1200 e 1300 metros. Esta região apresenta invernos secos e verões quentes e chuvosos. Produz goma-arábica, borracha, marfim, peles, noz de cola, algodão, cereais e outros produtos agrícolas.

## Departamentos
Lista dos departamentos da província com suas respectivas capitais entre parênteses:
- Djerem (Tibati)
- Faro-Deo (Tignere)
- Mayo-Banyo (Banyo)
- Mbéré (Meinganga)
- Vina (Ngaoundéré)

## Demografia
| 1976    | 1987    | 2005    |
| 359 334 | 495 185 | 884 289 |